# Микуд (компания)
Группа компаний Микуд (ивр. קבוצת מיקוד‎, Квуцат Микуд) — одна из крупнейших компаний (группа компаний) в Израиле, специализирующихся на предоставлении услуг уборки и охраны. Компания была основана в 1984 году в Иерусалиме Соли Эльяшаром в качестве охранного предприятия. Позже компания значительно расширилась, включая к настоящему времени 4 подразделения со штаб-квартирой в Тель-Авиве на ул. Рибаль с суммарным штатом в 4,5 тысячи работников, отказывающих, помимо охранных, клининговые и другие услуги. Группа компаний «Микуд» к настоящему времени состоит из следующих дочерних компаний:
- Микуд Автаха (ивр. מיקוד אבטחה‎, Микуд-безопасность) — провайдер охранных услуг для частных и государственных организаций и компаний, включая охрану помещений и персонала.
- Мокэд Микуд (ивр. מוקד מיקוד‎) — операторы Центра (диспетчерской) Отслеживания Тревоги группы Микуд. Специализируется на приёме звонков экстренной помощи, Специализируясь в сфере услуг экстренного вызова, оперативных расследованиях и электронных средствах защиты.
- Клинор (ивр. קלינור‎) — провайдер услуг по уборке и аренде машинного оборудования для уборки, продажа и поставка чистящих средств и средств гигиены.
- Технико- (ивр. טכניקו‎) — техническое обслуживание, ремонт и строительство зданий; электромонтажные работы, установка сантехники и кондиционеров и многое другое.